# ダニエル・マルヴィル
ダニエル・マルヴィル(Daniel Mulville、1939年-)は、アメリカ合衆国の技術者で、2001年に短期間、NASA長官代理を務めた。

## 生い立ち
1939年に生まれ、ジョージ・ワシントン大学で1962年に機械工学の学士号、1966年に工学の修士号を取った。構造力学の博士号は1974年にアメリカ・カトリック大学から授与された。1986年には、国防総合大学のアイゼンハワースクールにも通った。

## キャリア

### 初期のキャリア
マルヴィルは、1976年から1986年まで、海軍航空システム・コマンドで構造技術マネージャを務め、構造設計、試験、認証の方法の開発を指揮した。また、ハリアー II、F/A-18や先進的な航空機、ミサイルの開発計画のマネージャーを務めた。1975年にアメリカ海軍研究局で構造研究のプログラムマネージャも務め、1962年から1979年まで、航空機、ミサイル、船の構造の設計及び分析に携わった。

### NASAでのキャリア
1986年から1990年まで、マルヴィルはNASA本部のOffice of Aeronautics and Space TechnologynoMaterial and Structure Divisionで副ディレクタを務めた。高度複合材料技術プログラム、柔軟構造制御プログラム、高速民間輸送プログラム等を運営した。また、連邦航空局と共同での経年航空機プログラムへのNASAの参加についても決定を行った。
1990年から1994年まで、NASA本部のOffice of Safety and Mission AssuranceのEngineering and Quality Management Divisionのディレクタを務めた。この役職で、NASAの品質保証基準並びに、宇宙船や航空システムの設計及び開発に関連した手順の開発に責任を負った。
1995年から1999年には、NASAのチーフエンジニアを務めた。また彼は、全てのNASAのプログラムの技術的な準備と実施について全体をレビューする責任を負った。1994年から1995年には、NASAの副チーフエンジニアを務め、NASAによる開発やミッション運営は、健全な技術的基礎を基に行われていることを保障することに責任を負った。
2000年1月1日から2003年2月3日まで、NASA長官の最上級アドバイザーである副長官補を務めた。彼は長官に直接報告を行い、NASAの日常業務や再発明に関する計画、管理、経営に責任を負った。ダニエル・ゴールディンの辞職に伴い、2001年11月19日から短期間の間、長官代理を務めた。当時、副長官が空位であったため、彼は副長官補として、NASAで最も高い役職に就いていた。2001年12月21日にショーン・オキーフがアメリカ合衆国上院に承認されるまでの間、彼はNASAの日常業務全体を監督した。
マルヴィルは、その経営手腕とリーダーシップに対して、w:NASA Distinguished Service Medal、NASA Outstanding Leadership Medal、NASA Exceptinal Service Medal、Meritorious and Distinguished Executive Rank Award等を授与されている。